# Wedding Dash
Wedding Dash est une série de jeux vidéo de simulation d'organisation de mariage développée par PlayFirst (en), initiée en 2007 en tant que dérivée de la série de jeux à succès Diner Dash, tout comme les jeux Hotel Dash et Cooking Dash.

## Système de jeu
Le jeu fonctionne sur le système des jeux de stratégie et d'action. Le joueur doit gérer différents facteurs tels que la nourriture, la musique, les invités, ou encore différents imprévus, dans le but d'obtenir à la fin de chaque niveau un objectif représentant une somme d'argent à atteindre. Cette somme d'argent représente le profit réalisé à l'issue du mariage, chaque élément de satisfaction du client rapportant des points et de l'argent. Lorsque le joueur gagne plus d'argent que nécessaire lors de l'objectif atteint, il obtient la gratification "Expert".

## Épisodes

### Wedding Dash
Le joueur joue en tant que Quinn, une optimiste organisatrice de mariage. À chaque niveau, le joueur aide le couple qui se marie en sélectionnant tous les détails : la nourriture, la lune de miel, etc. Une fois que le couple a vu ses vœux exaucés, le joueur doit gérer les obstacles pouvant troubler leur mariage parfait. Il y a deux modes dans ce jeu, comme dans Diner Dash : le mode "Carrière" et le mode "Réception sans fin". Dans le mode Carrière, le joueur doit faire attention aux désirs de ses clients (le marié et la mariée) pour la nourriture, la destination de lune de miel, les fleurs et le gâteau. L'organisatrice de mariage (Quinn) doit également empêcher le marié et la mariée de voir n'importe quel incident qui pourrait arriver au mariage. Dans le mode Réception sans fin, le joueur peut faire durer la réception aussi longtemps qu'il le veut sans que les mariés ne piquent une colère. Une fois que les mariés piquent une colère, le jeu se termine,,. Le jeu a été adapté sur DS en 2009.

### Wedding Dash 2: Rings Around The World
Dans cette déclinaison, il y a des changements par rapport à la version originale. Le joueur alterne entre Quinn, l'organisatrice de mariage et Joe le photographe. En plus de devoir empêcher le marié et la mariée de voir n'importe quel désastre qui pourrait arriver au mariage, le joueur doit également veiller à ce que le photographe prenne des photos des invités. Dans le mode "Réception sans fin", le joueur doit faire durer le mariage le plus longtemps possible avant que le marié ne s'énerve et ne devienne Marié Kong. Une fois que le marié s'est changé en Marié Kong, le jeu est terminé.
Dans cette déclinaison de Wedding Dash, Quinn est invitée par Mr. Bigger, le propriétaire de chaînes d'hôtel à travers le monde, à participer à une compétition pour voir qui est le meilleur organisateur de mariage. Le gagnant de la compétition aura le privilège d'organiser le mariage de la fille de Mr. Bigger. Dans ce jeu, il est possible d'aller dans 5 endroits dans le monde : les chutes du Niagara, la forêt Amazonienne, le désert Arabe, une station de ski en Finlande, et un complexe royal en Thaïlande. Pendant le jeu, Quinn découvre qu'un des concurrents triche et que son photographe, Joe, est tombé amoureux de la fille de Mr. Bigger.

### Wedding Dash: Ready, Aim, Love!
Dans ce Wedding Dash, le graphisme change légèrement. Cette version offre à présent la possibilité de gérer un budget quand le joueur choisir le décor et les gâteaux. Dans ce jeu, Cupid, (Cupidon) a plusieurs personnes à viser avant la fin de l'année, au risque d'être viré s'il n'y parvient pas. En considération de cela, Quinn décide d'aider Cupid à viser Joe, le photographe, afin qu'il lui fasse sa demande et qu'elle puisse planifier son propre mariage. À la fin des dix premiers niveaux, Cupid révèle qu'il a essayé de visé Flo pendant des mois. Mais à la fin du quatrième niveau, Quinn devient sournoise et rejette Joe même si elle continue de l'aimer. Le jeu finit lorsque Flo tombe amoureuse d'un hamburger!

### Wedding Dash Dash 4-Ever
Avec l'annulation du mariage entre Joe et Quinn, Quinn planifie la prochaine réception quand sa mère arrive dans le jeu. Elle n'est pas au courant que le mariage n'est plus d'actualité et projette d'aider Quinn pour son mariage. Quinn peut elle briser ses rêves ?
Dans ce jeu, le joueur doit également gérer les emplacements des invités à la cérémonie du mariage, et donner la ligne de conduite de l'après réception. Il doit également aider les jeunes mariés à retrouver des choses qu'ils ont perdues, et en retour ceux-ci donnent une petite preuve de gratitude : un cadeau de mariage. Le jeu finit avec une surprise de la part du père de Quinn, qui annonce que Lynn et lui vont renouveler leur vœux dans un niveau anniversaire bonus. À la toute fin, Joe dit lorsque les parents de Quinn avancent dans l'allée qu'il imagine son propre mariage avec elle comme cela. Quinn tient sa main lorsqu'il prononce ces mots.

## Accueil
Wedding Dash est l'un des jeux les plus célèbres et les plus téléchargés dans le domaine des jeux de stratégie et d'action.